# Фор, Рене
Рене Фор (фр. Renée Faure, 4 ноября 1918 — 2 мая 2005) — французская актриса.

## Биография
Рене Фор родилась 4 ноября 1918 года в Париже в семье директора госпиталя Ларибуазьер. После обучения актёрскому мастерству у Рене Симона и Андре Бруно, прошла вступительный экзамен в «Комеди Франсез», где начала работать 15 июля 1937 года, а 1 января 1942 стала сосьетером театра. Играла в разножанровых постановках, от лёгкой комедии до трагедии, по произведениям Софокла, Расина, Шекспира, Чехова и других. 30 декабря 1964 года Рене Фор ушла из «Комеди Франсез».
В 1941 году Рене Фор дебютировала в кино, снявшись в фильме «Убийство Деда Мороза», первом французском фильме производства немецкой кинокомпании «Continental-Films». Фильм, в котором актриса играла дочь героя Гарри Бора, поставил Кристиан-Жак, за которого она вышла замуж в 1947 году. До развода в 1953 году пара совместно работала ещё над тремя кинолентами.
Катрин Фор снималась также в фильмах таких режиссёров, как Робер Брессон, Жиль Гранжье, Луи Дакен, Жорж Лакомб, Анри Верней, Жан Деланнуа, Робер Энрико, Эдуар Молинаро, Клод Миллер, сыграв за время своей кинокарьеры в более 80 фильмах и сериалах, таких как «Ангелы греха» (1943), «Улица Прэри» (1959) и «Президент». В 1953 году Рене Фор входила в состав международного жюри 6-го Каннского кинофестиваля, возглавляемого Жаном Кокто.
Была женой актёра Рено Мари (1918—1977).
Рене Фор умерла в возрасте 86 лет 2 мая 2005 года в Кламаре, департамент О-де-Сен во Франции, от осложнений после операции. Похоронена на кладбище Мёдона.